# Särkänniemi

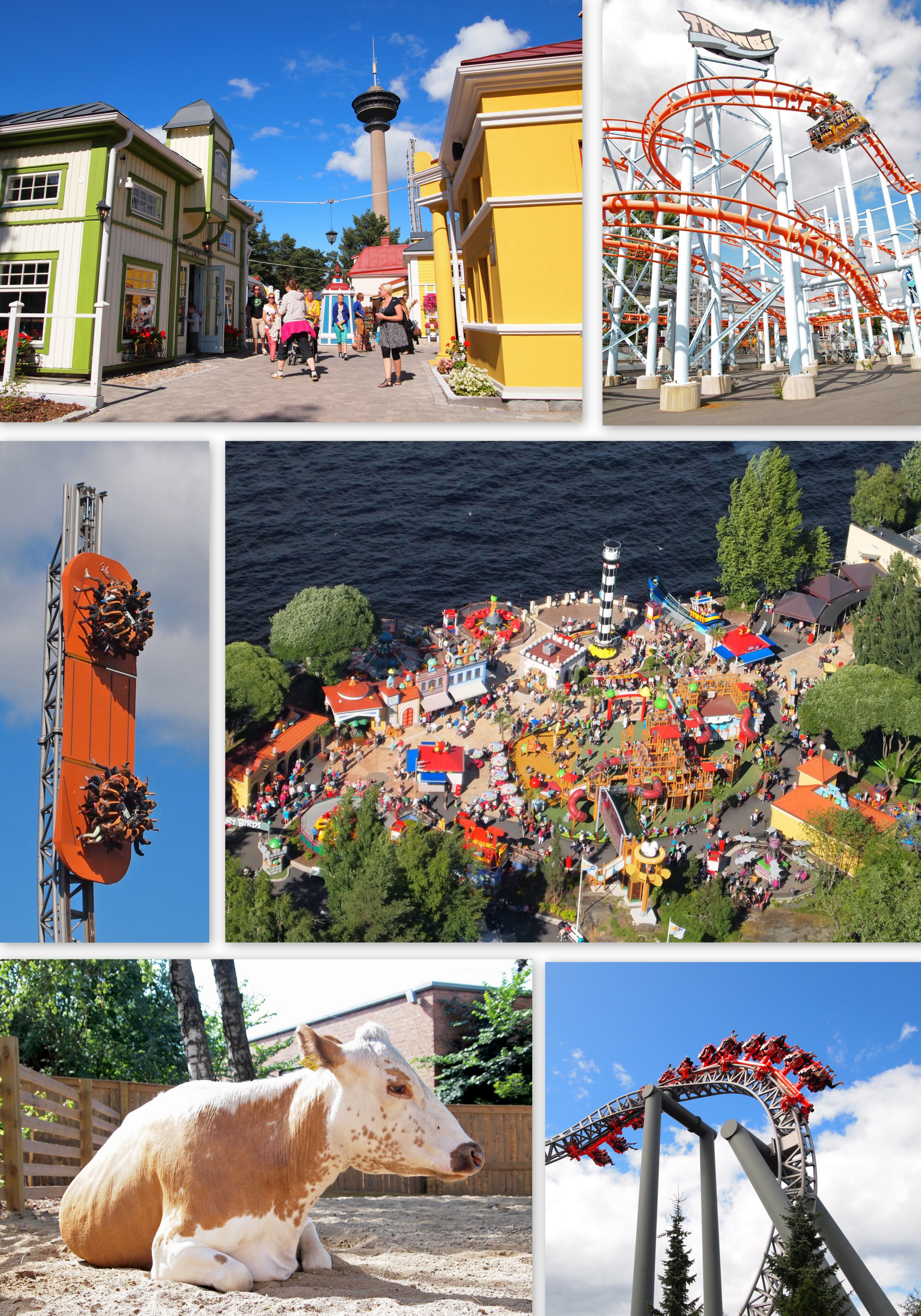
Särkänniemi

Särkänniemi [ˈsærkænˌnie̯mi] ist eine Halbinsel im finnischen Tampere an Ufer des Näsijärvi. Auf ihr befindet sich ein gleichnamiger (umgangssprachlich oft Särkkis oder Särkkä genannter) Freizeitpark. Er wurde 1975 eröffnet und befindet sich in Besitz der Stadt Tampere, zuvor hieß der Park Neula's Amusement Park. Zum Attraktionsportfolio gehören fünf Achterbahnen. Wasserattraktionen sind eine Wildwasserbahn und ein Rafting, weitere Fahrgeschäfte eine Troika von Huss, Giant Discovery von Zamperla, Power Surge von Zamperla, Viking (Schiffschaukel von Zierer Rides), ein Aquarium, ein Planetarium und ein kleiner Zoo. 
Für die Saison 2019 wurde eine 68 Meter hohe Vertikalfahrt vom Typ Z-Max von Zamperla errichtet, der Name der Anlage lautet Boom.
Darüber hinaus beherbergte der Park von 1985 bis 2016 das nördlichste Delfinarium der Welt. Seit dem 28. August 2016 leben die vier Delfine von Särkänniemi im Attischen Zoologischen Park in Griechenland.
Es befinden sich auf dem Gelände der Aussichtsturm Näsinneula und das Sara-Hildén-Kunstmuseum. Jährlich besuchen etwa 600.000 Menschen Särkänniemi, davon 500.000 während der Sommersaison.

## Achterbahnen
| Name       | Typ                | Hersteller    | Eröffnung |
| ---------- | ------------------ | ------------- | --------- |
| Hype       | Launched Coaster   | Premier Rides | 2017      |
| MotoGee    | Motorbike Coaster  | Zamperla      | 2010      |
| Tornado    | Inverted Coaster   | Intamin       | 2001      |
| Vauhtimato | Familienachterbahn | Zierer        | 1984      |

### Ehemalige Achterbahnen
| Name         | Typ                                                 | Hersteller  | Eröffnung | Schließung |
| ------------ | --------------------------------------------------- | ----------- | --------- | ---------- |
| Half Pipe    | Shuttle Coaster, Launched Coaster, Spinning Coaster | Intamin     | 2003      | 2019       |
| Jet Star     | Stahlachterbahn ohne Inversionen                    | Schwarzkopf | 1980      | 2012       |
| Korkkiruuvi  | Stahlachterbahn mit Inversionen                     | Vekoma      | 1987      | 2009       |
| Pirun Kelkka | Holzachterbahn, Wilde Maus                          | unbekannt   | 1973      | 1974       |
| Trombi       | Flying Coaster                                      | Zamperla    | 2005      | 2023       |